# Andor Szende
Andor Szende (* 14. April 1886 in Budapest; † 22. Mai 1972 ebenda) war ein ungarischer Eiskunstläufer, der im Einzellauf startete.
Szende gewann Bronze bei den Weltmeisterschaften 1910 (hinter Ulrich Salchow und Werner Rittberger) 1912 (hinter Fritz Kachler und Werner Rittberger) und 1913 (hinter Fritz Kachler und Willy Böckl).
1913 wurde er auch Vize-Europameister hinter Ulrich Salchow. Auf eine Teilnahme an den Olympischen Winterspielen 1924 verzichtete er.
Später fungierte er als Punktrichter bei mehreren Eiskunstlauf-Weltmeisterschaften.

## Ergebnisse
| Wettbewerb / Jahr          | 1910 | 1911 | 1912 | 1913 | 1914 | 1922 |
| -------------------------- | ---- | ---- | ---- | ---- | ---- | ---- |
| Weltmeisterschaften        | 3.   | 4.   | 3.   | 3.   | 5.   |      |
| Europameisterschaften      |      | 5.   |      | 2.   |      |      |
| Ungarische Meisterschaften |      | 1.   | 1.   |      | 1.   | 1.   |